# East Gull Lake (Minnesota)
East Gull Lake es una ciudad situada en el condado de Cass, Minnesota, Estados Unidos. Tiene una población estimada, a mediados de 2023, de 1120 habitantes.

## Geografía
La localidad está ubicada en las coordenadas 46°23′49″N 94°21′50″O / 46.39694, -94.36389 (46.397047, -94.363791). Según la Oficina del Censo, tiene una superficie total de 25.54 km², de los cuales 20.41 km² corresponden a tierra firme y 5.13 km² están cubiertos de agua.

## Demografía
Según el censo de 2020, en ese momento había 986 personas residiendo en la localidad. La densidad de población era de 48.31 hab./km². El 93.0% de los habitantes eran blancos, el 0.1% era afroamericano, el 0.2% eran amerindios, el 0.2% eran asiáticos, el 1.3% eran de otras razas y el 5.2% eran de una mezcla de razas. Del total de la población el 1.8% eran hispanos o latinos de cualquier raza.